# James H. Johnson
James Henry Johnson (ur. w 1875 w Southport, zm. 15 listopada 1921 w Londynie) – brytyjski łyżwiarz figurowy, startujący w parach sportowych z żoną Phyllis Johnson. Wicemistrz olimpijski z Londynu (1908), dwukrotny mistrz świata (1909, 1912).
Pochodził z zamożnej rodziny, która była właścicielem kopalni węgla, dlatego mógł sobie pozwolić na uprawianie łyżwiarstwa figurowego. W 1904 roku poślubił zaledwie 18-letnią łyżwiarkę Phyllis Squire. W latach 1908–1912 tworzyli parę sportową zdobywając m.in. wicemistrzostwo olimpijskie i dwa tytuły mistrzów świata. Musieli przerwać wspólną jazdę ze względu na problemy zdrowotne Jamesa, który zmarł 15 listopada 1921 roku w wieku 46 lat.

## Osiągnięcia
Z Phyllis Johnson
| Igrzyska olimpijskie | 2 |   |   |   |
| Mistrzostwa świata   | 2 | 1 | 3 | 1 |

## Nagrody i odznaczenia
- Światowa Galeria Sławy Łyżwiarstwa Figurowego – 2017[4]